# Isadora Duncan
Angela Isadora Duncan (26 tháng 5 năm 1877 hoặc 27 tháng 5 năm 1878 – 14 tháng 9 năm 1927) là một vũ công và biên đạo múa người Mỹ. Bà cũng là người tiên phong cho múa đương đại. Sinh ra và lớn lên ở California, bà sống và múa ở Châu Âu, Mỹ và Liên Xô từ năm 22 tuổi đến khi qua đời ở tuổi 50 khi khăn choàng của bà bị cuốn vào một chiếc bánh xe khi đang đi du lịch ở Nice, Pháp.

## Đầu đời
Isadora Duncan sinh ra tại San Francisco, là đứa con út của Joseph Charles Duncan (1819–1898), một nhân viên ngân hàng, kỹ sư khai thác mỏ và Mary Isadora Gray (1849–1922). Các anh trai của bà là Augustin Duncan và Raymond Duncan; chị gái bà, Elizabeth Duncan, cũng là một vũ công. Sau khi Isadora ra đời không lâu, cha bà bị phát hiện dùng tiền từ hai ngân hàng mà ông giúp thành lập cho mục đích các nhân. Tuy không phải ở tù, nhưng mẹ của bà (tức giận vì chồng không chung thủy và vụ bê bối) đã ly hôn, và gia đình rơi vào cảnh nghèo đói. Joseph Duncan, cùng với bà vợ thứ ba và cô con gái của họ, qua đời vào năm 1898 khi tàu hơi nước SS Mohegan mà họ đi mắc cạn ngoài khơi Cornwall.
Sau vụ ly hôn, mẹ của Isadora chuyển tới sống với gia đình ở Oakland, California, tại đây bà trở thành thợ may và giáo viên dạy piano. Isadora đi học từ năm sáu tới mười tuổi, nhưng bà bỏ học vì thấy đây là một môi trường gò bó. Bà và ba anh chị kiếm tiền bằng cách dạy múa cho trẻ con ở địa phương.

## Cái chết

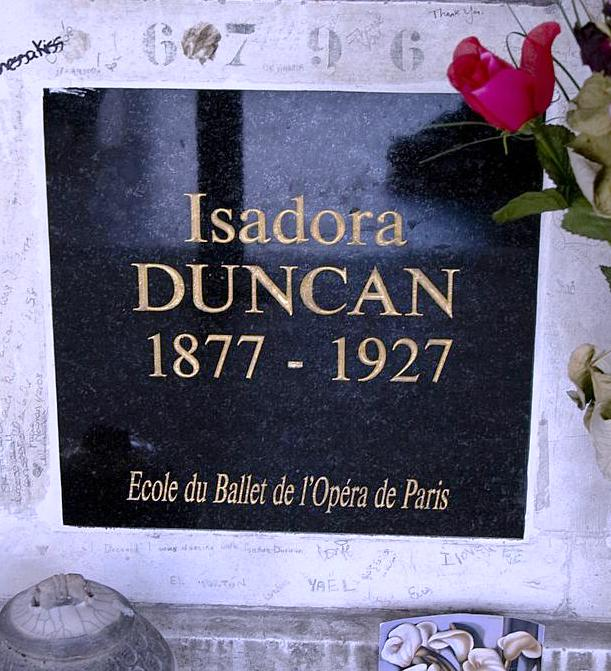
Mộ của Duncan ở Nghĩa trang Père-Lachaise

Vào đêm ngày 14 tháng 9 năm 1927 ở Nice, Pháp, Duncan là hành khác của một xe ô tô Amilcar CGSS của Benoît Falchetto, một thợ máy người Pháp-Ý. Bà quàng một chiếc khăn lụa dài vẽ tay bởi nghệ sĩ người Nga Roman Chatov, một món quà từ người bạn Mary Desti. Desti, người tiễn Duncan, đã bảo bà mặc một chiếc áo choàng khi đi xe mui trần vì trời lạnh, nhưng bà chỉ đồng ý đeo khăn quàng. Khi họ khởi hành, bà nói với Desti và những người đồng hành, "Adieu, mes amis. Je vais à la gloire !" ("Tạm biệt, bạn tôi. Tôi đi đến vinh quang đây!"); nhưng theo tiểu thuyết gia người Mỹ Glenway Wescott, Desti sau này bảo với ông lời tạm biệt thực sự của Duncan là "Je vais à l'amour" ("Tôi khởi hành tới tình yêu đây"). Desti khá xấu hổ về điều này, bởi lời tạm biệt gợi ý rằng Duncan và Falchetto có thể sẽ hẹn hò ở khách sạn của bà.
Chiếc khăn quàng của bà cuốn vào chiếc bánh xe đang chạy, kéo bà ra khỏi chiếc xe mui trần và làm gãy cỏo bà. Desti cho biết bà đã cảnh cáo Duncan về chiếc khăn quàng gần như sau khi chiếc xe rời đi. Desti đưa Duncan tới bệnh viện, nơi bà được tuyên bố là đã qua đời. Khi qua đời, Duncan là một công dân Liên Xô. Di nguyện của bà là được trở thành người Liên Xô đầu tiên được chứng thực di chúc tại Hoa Kỳ.
Duncan được hỏa táng, tro cốt của bà được đặt cạnh tro cốt các con mình tại Nghĩa trang Père-Lachaise ở Paris. Trên bia mộ của bà có khắc dòng chữ École du Ballet de l'Opéra de Paris ("Trường Ba Lê của Nhà hát Opera Paris").

## Di sản

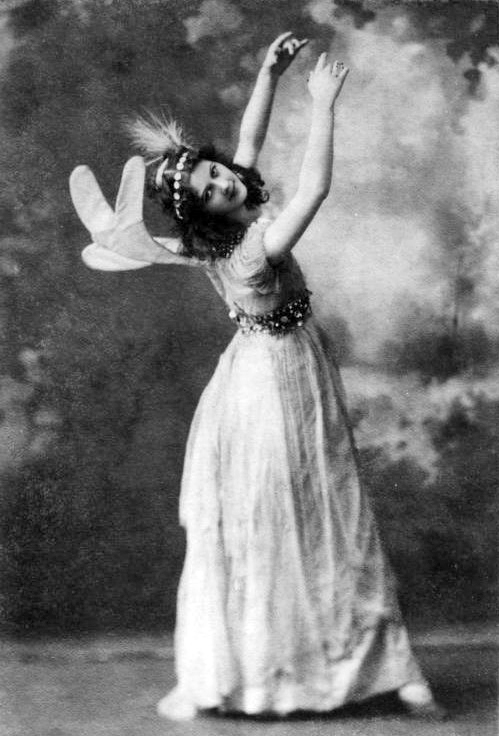
Duncan trong vai bà tiên trong vở kịch Giấc mộng đêm hè, 1896

Nếu như các trường dạy múa của Duncan ở Châu Âu không tồn tại được lâu, bà đã có ảnh hưởng mạnh mẽ tới ba lê hiện đại và phong cách múa của bà vẫn còn được lưu truyền dưới sự chỉ dẫn của Maria-Theresa Duncan, Anna Duncan, và Irma Duncan, ba trong số sáu cô con gái nuôi. Quá trình nhận nuôi chưa bao giờ được xác minh, nhưng cả sáu người đã đổi họ sang Duncan. Thông qua chị gái mình, Elizabeth, phương pháp của Duncan được tiếp nhận bởi Jarmila Jeřábková từ Praha nơi di sản của bà vẫn còn tồn tại. Khi Nhà hát Champs-Élysées được xây dựng, Duncan được nhà điêu khắc Antoine Bourdelle chạm khắc trên bức phù điêu thấp ngoài cổng vào. Bà cũng có mặt trong tranh tường của Maurice Denis vẽ chín vị muse trong khán phòng.
Anna, Lisa, Theresa và Irma, các học sinh của ngôi trường đầu tiên của Isadora Duncan, đã mang tính thẩm mỹ và sư phạm trong điệu múa của Isadora tới New York và Paris.
Kỹ thuật múa của Duncan cũng được lưu truyền bằng sự thành lập của Tổ chức Di sản Isadora Duncan, sáng lập Mignon Garland (người được dạy múa bởi Anna và Irma Duncan). Garland hâm mộ Duncan đến nỗi về sau bà sống trong tòa nhà được dựng lên cùng địa chỉ với nơi Duncan từng ở, với một tấm bảng kỷ niệm gần lối vào vẫn còn tồn tại tính đến  năm 2016. Garland cũng đã yêu cầu được San Francisco đặt tên lại con hẻm Adelaide Place thành Isadora Duncan Lane.
Trong y khoa, Hội chứng Isadora Duncan chỉ tới những tai nạn do những phụ kiện quanh cổ bị cuốn vào bánh xe hoặc máy móc.

## Thư viện ảnh

Bức ảnh chụp Isadora Duncan ở New York bởi Arnold Genthe trong chuyên thăm của bà tới Mỹ từ 1915–1918
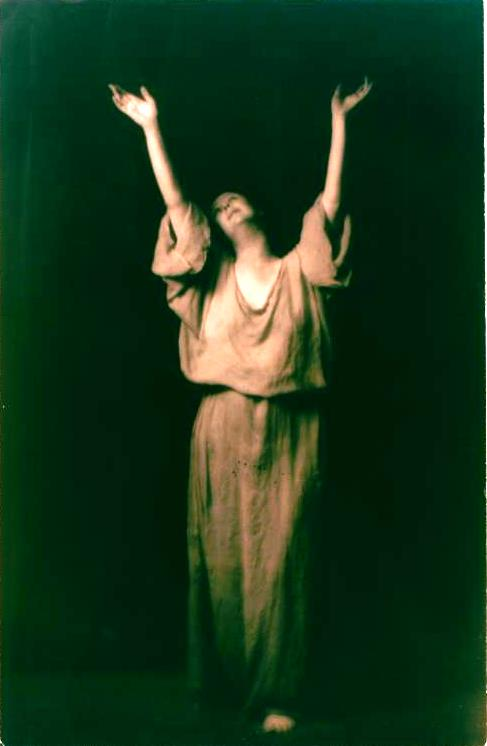
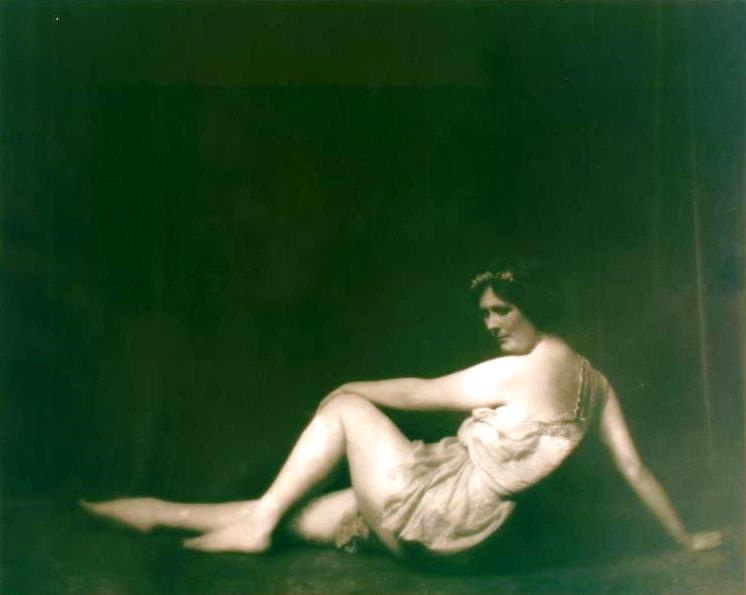
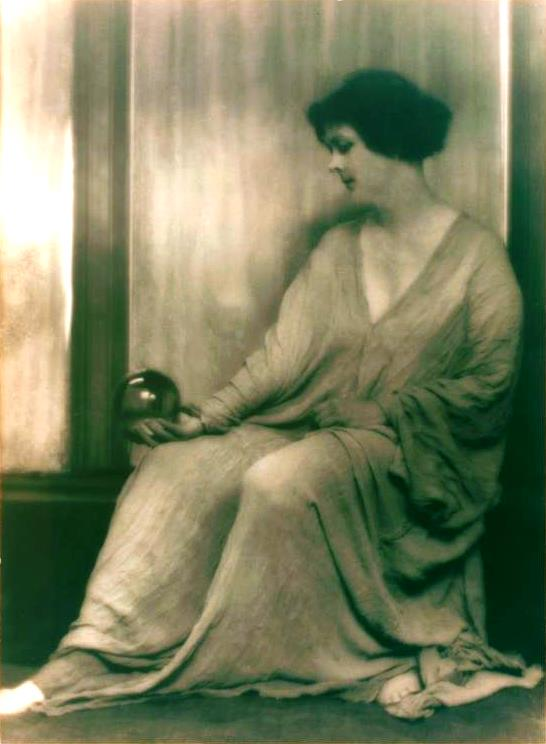